# Salven
Salven (kineski: Nu Chiang ili Nu Jiang) je velika rijeka u Kini i Indokini duga 2 400 km.

## Zemljopisne karakteristike
Saluen izvire na obroncima planinskog masiva Tanggula u Tibetu na nadmorskoj visini od 5 450 m. Od izvora teče gotovo pravolinijski prema jugu, preko kineske provincije Yunnan do svog ušća u Zaljevu Martaban (Andamansko more) kod grada Mottama u Mianmaru, gdje formira manju deltu.
U svom donjem toku rijeka formira granicu između Mjanmara i Tajlanda u dužini od 130 km.
Saluen ima porječje veliko oko 324 000 km², koje se proteže preko kineskih provincija Tibet i Yunnan i istočnog Mianmara. 
Saluen je u svom gornjem toku - divlja i slikovita rijeka, koja se probija kroz uske, duboke kanjone između visokih brda do Visoravni Shan u Mianmaru. Tu je rijeka plovna u pojedinim dijelovima svog toka, za manje brodove, ali ne i čitavom svom dužinom, zbog opasnih brzaka - tako da se ne koristi kao prometnica. Ali se koristi za transport velikih količina drvene građe (tikovina), koja se splavima spušta nizvodno. 
Kao prometnica se koristi tek u donjem toku, gdje je plovna u dužini od 160 km.
Veliki hidropotencijal rijeke se zasad ne koristi, osim na pritoci Pilu (pritoka Pawna).

## Vanjske poveznice
|  | Zajednički poslužitelj ima još gradiva o temi Salven |

- Salween River na portalu Encyclopædia Britannica (engl.)